# Carignano del Sulcis rosso novello
Il Carignano del Sulcis rosso novello è un vino DOC la cui produzione è consentita nella provincia di Cagliari.

## Caratteristiche organolettiche
- colore: rosso rubino
- odore: vinoso, fruttato
- sapore: asciutto, sapido

## Produzione
Provincia, stagione, volume in ettolitri
- nessun dato disponibile